# Ваганово (Свердловская область)
Ваганово — деревня в Тавдинском городском округе Свердловской области. Входит в состав Кошукского сельсовета.

## История
В «Списке населенных мест Российской империи» 1871 года Десяткина (Ваганова) упомянута как казённая деревня Туринского округа Тобольской губернии, при реке Тавде, расположенная в 182 верстах от окружного центра города Туринска. В деревне насчитывалось 3 двора и проживало 18 человек (8 мужчин и 10 женщин).

## География
Деревня находится в восточной части области, на расстоянии 17 километров к востоку-юго-востоку (ESE) от города Тавда, на правом берегу реки Тавда, вблизи места впадения в неё реки Десяткина.
Абсолютная высота — 56 метров над уровнем моря.

## Население
| 2002 | 2010 | 2021 |
| ---- | ---- | ---- |
| 85   | ↘49  | ↘21  |

Согласно результатам переписи 2002 года, в национальной структуре населения русские составляли 95 % из 85 чел.

## Транспорт
Вблизи Ваганово проходит автотрасса Тавда—Тюмень.

## Улицы
Уличная сеть деревни состоит из трёх улиц.